# Branešci Gornji
Branešci Gornji (cyr. Бранешци Горњи) – wieś w Bośni i Hercegowinie, w Republice Serbskiej, w gminie Čelinac. W 2013 roku liczyła 375 mieszkańców.